# Linha Nintendo DS
A linha Nintendo DS é uma linha de Video games portáteis desenvolvido pela Nintendo, teve início em 2004, e tem várias sequências: Nintendo DS Lite (2006), Nintendo DSi (2008) e Nintendo DSi XL (2009) e a primeira maior venda do mundo de 151 milhões de consoles vendidos pela Nintendo.O Design dos  modelos DS e seus sucessores 3DS são semelhantes ao modelo do Game Boy Advance SP.

## Consoles

### Nintendo DS

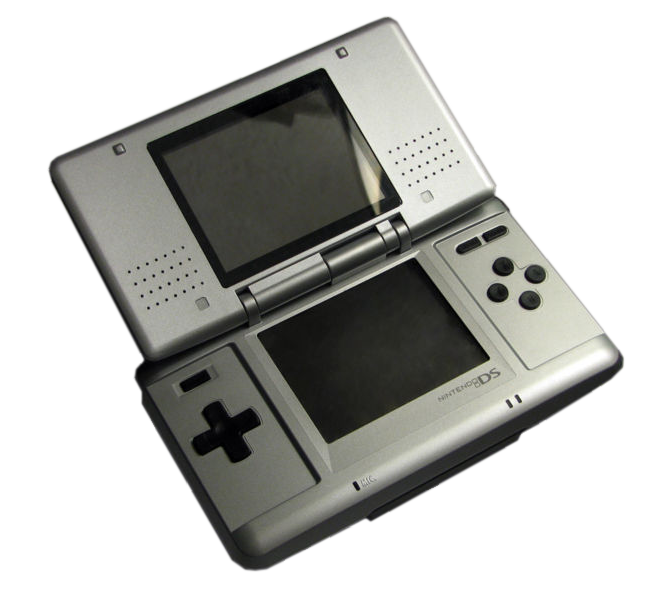
Nintendo DS

Lançado em 21 de novembro de 2004 nos Estados Unidos. Ele é visualmente distinto por seu design abre e fecha, e a presença de duas telas, a inferior age como uma tela sensível ao toque. O sistema também possui um microfone embutido, e tem suporte a conexão sem-fio via Wireless Local, permitindo uma interação entre os jogadores dentro de uma pequena área (9-30 metros, dependendo das condições), ou pelo Nintendo Wi-Fi Connection, que permite batalhas multiplayer pela Internet com jogadores de todo o mundo, e com um flashcard é possível rodar MP3, videos e programas como msn, ds organize, ebook e word além de jogos.

### Nintendo DS Lite

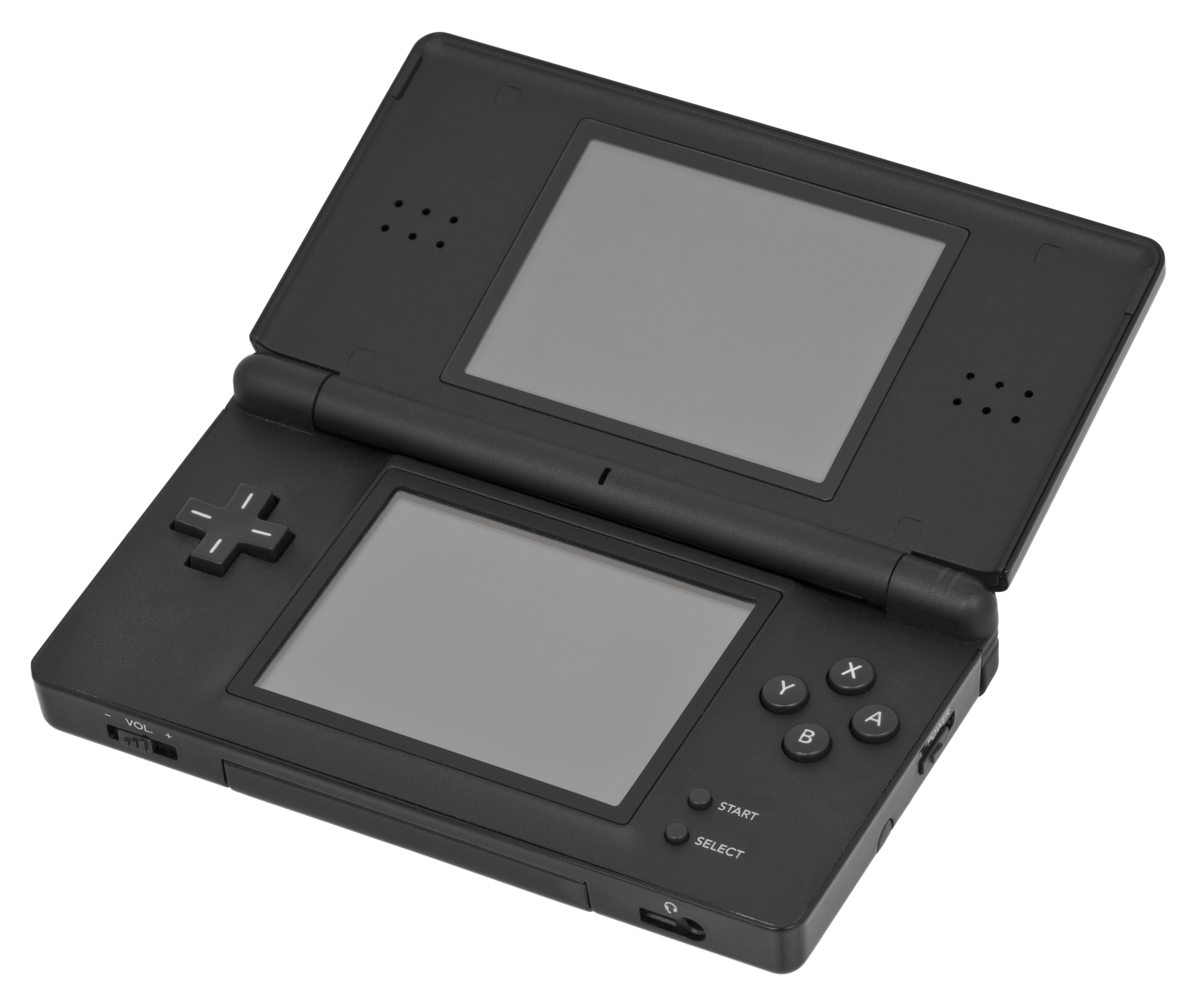
Nintendo DS Lite

Em 2 de março de 2006 foi lançado no Japão, a segunda versão da Nintendo DS, chamado Nintendo DS Lite. Apresenta uma tela com mais brilho, menos peso, uma bateria mais durável, caneta stylus mais grossa e botões mais suaves.
Ele conta com uma novidade chamada backlit, uma nova luz e é mais potente. Agora não dá para desligá-la, só ajustá-la de acordo com o ambiente. As demais mudanças são apenas estéticas. O microfone e o medidor de bateria estão no centro, o espaço para colocar a Stylus mudou e a parte superior do novo modelo contém o símbolo (as duas telas), mas mantem o mesmo preço do modelo antigo. Ele está no topo das vendas no Japão.

### Nintendo DSi

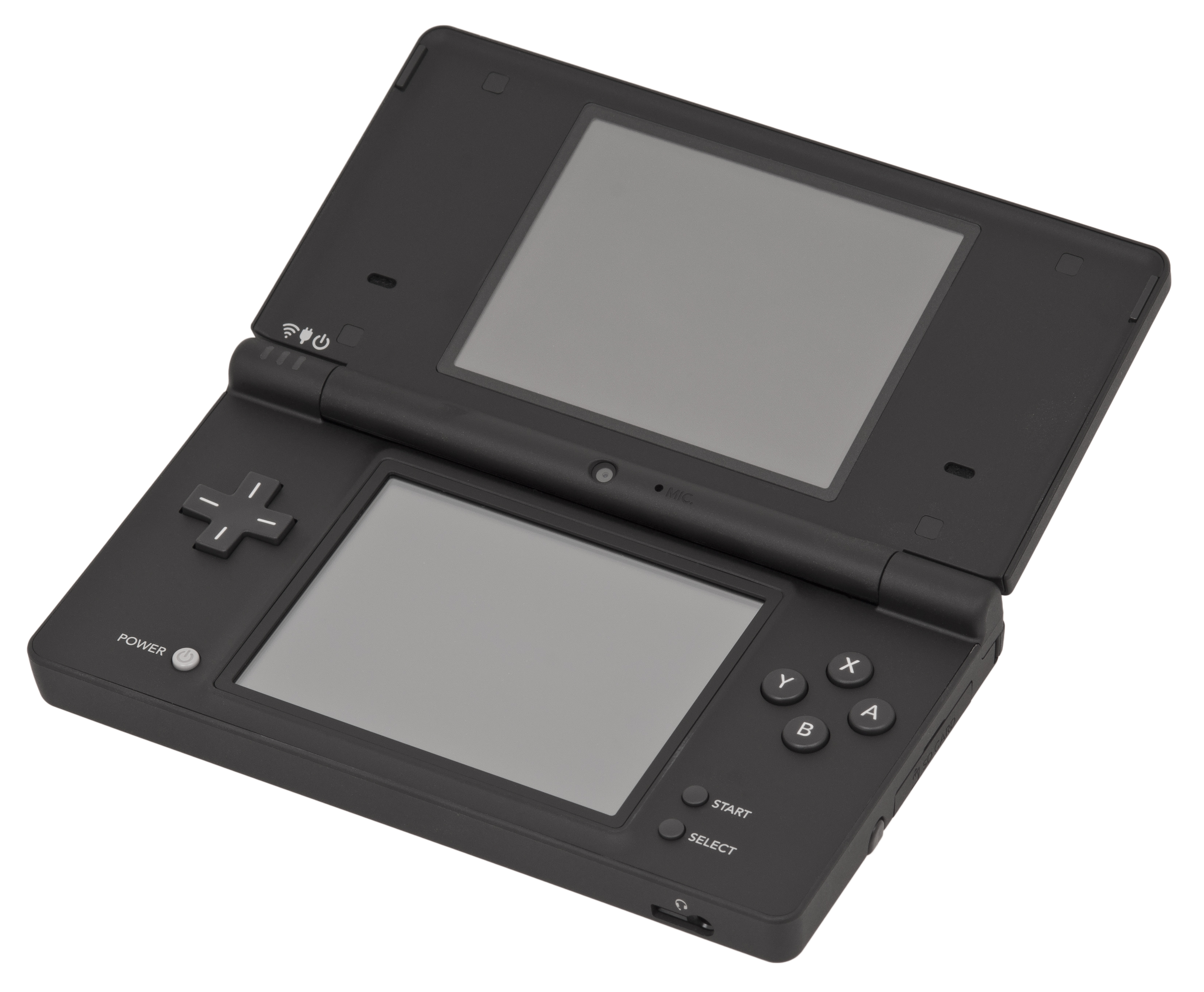
Nintendo DSi

Em 1 de novembro de 2008 foi lançado no Japão, a terceira versão da Nintendo DS, chamado Nintendo DSi. Apesar de ser mais fino que o Nintendo DS Lite, o console é um pouco mais largo. Além de mudar um pouco no sentido estético, ele conta com uma melhor conectividade.
O portátil adquiriu uma nova forma, assim como, suas duas telas (sendo uma touch screen), ter aumentando perspectivamente de 3.00 polegadas á 3.25. O aparelho ficou mais fino e leve que o DS Lite, tendo um acabamento diferente, que evidentemente, diminui as inúmeras manchas em que eram marcadas na versão anterior, também, tendo a stylus mais comprida.
Uma das principais diferenças do DSi, foi as duas câmeras que o aparelho ganhou. Uma delas fica virada para o jogador, na parte interna do aparelho, com 0.3 megapixel. E a segunda, fica no lado de fora, atrás do aparelho, com 3.0 megapixel.
O novo portátil, teve novos recursos e aplicativos adicionados. Um desses recursos, é o DSi Shop, tendo uma mecânica igual ao do "Wii Shop", é um novo canal de compras em que você compra jogos pelo aparelho, através de DSi Points, adquirido em cartões em lojas autorizadas. Já os aplicativos, ele ganhou um editor de imagens, e músicas, o que fornece um entretenimento maior ao seus novos recursos adicionados.

### Nintendo DSi XL

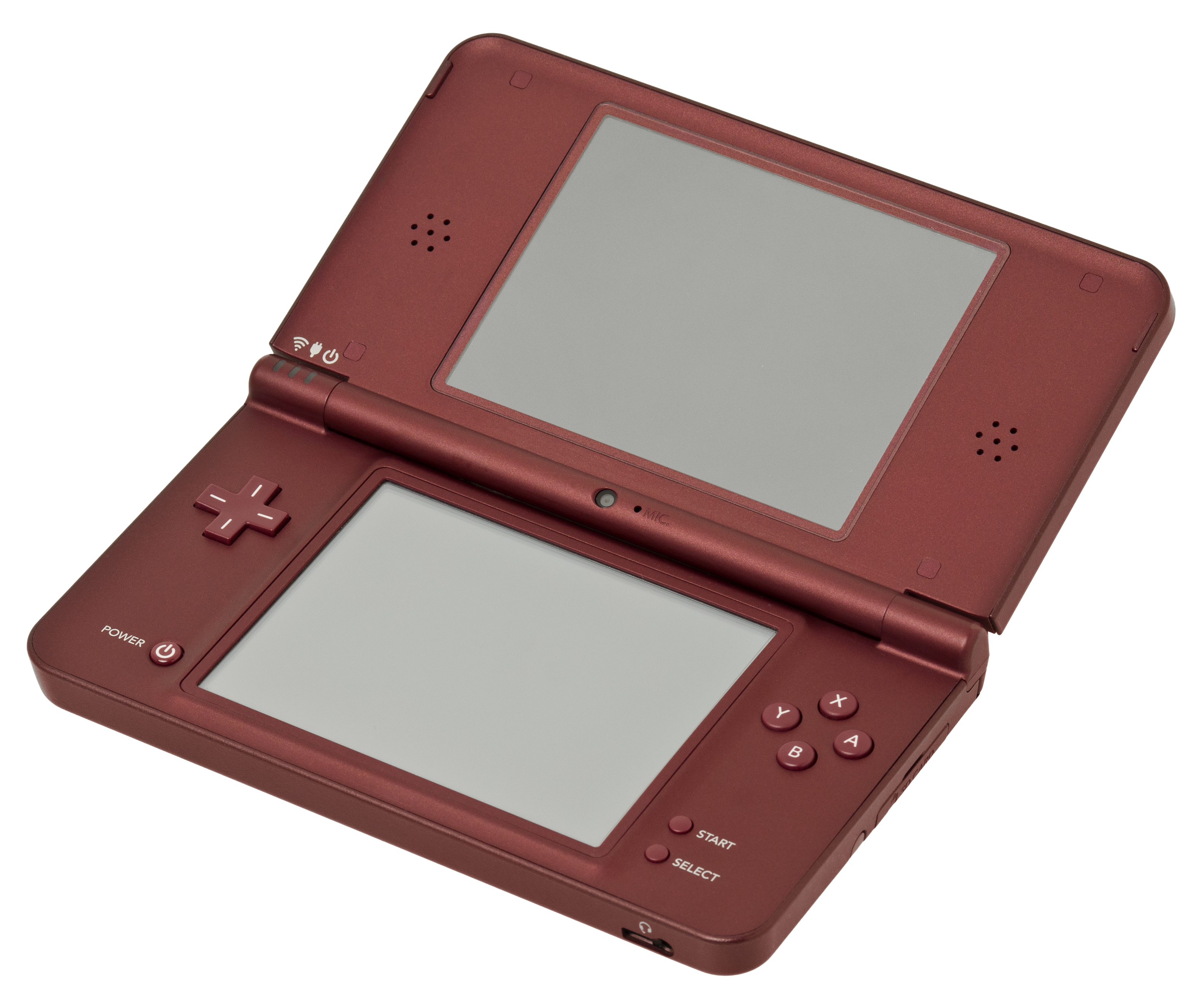
Nintendo DSi XL

Em 21 de novembro de 2009 foi lançado no Japão, quarta versão da Nintendo DS, chamado Nintendo DSi XL.
Apresenta telas maiores e uma maior dimensão global, do que o DSi original. A XL também tem uma bateria muito melhor, especialmente se comparado quando as funções sem fio estão ativos. É o quarto modelo da Nintendo DS, eo primeiro a estar disponível como uma variação de tamanho do mesmo modelo. Iwata disse que as restrições de custo tinha, até então, limitava o tamanho da tela e aspectos multiplayer do jogo portátil consoles, e que o DSi XL oferece "um ângulo de visão melhor sobre as telas," o que o torna o primeiro "sistema portátil que pode ser apreciado com as pessoas que cercam o jogador". Ele argumentou que esta introduz um novo método de jogar jogos de vídeo portáteis, em que aqueles "que envolve o jogador também pode participar de uma forma ou de outra para o jogo". Enquanto o DSi original foi projetado especificamente para uso individual, Iwata sugeriu que os compradores DSi XL dar a um console " lugar fixo em uma mesa na sala de estar ", para que ela possa ser compartilhada por vários membros da família. O DSi XL também é ideal para americanos adultos com grandes mãos e braços mais longos, não produzindo mãos ou desconforto ocular, quando utilizado para períodos prolongados em comparação com o DSi muito menor.

## Cartão de Jogo
Os Jogo assemelham menores, mais finos versões anteriores de cartuchos para consoles de jogos portáteis lançados pela Nintendo, como o Game Boy ou Game Boy Advance. Os chips de memória ROM de máscara são fabricados por Macronix e ter uma velocidade de acesso de 150 ns. Os cartões para DS (NTR-005) podem variar de 64 mebibits a 4 gibibits (8-512 MiB) de tamanho (embora a capacidade máxima é desconhecido) Os cartões têm geralmente uma pequena quantidade de memória flash ou um EEPROM para salvar os dados do usuário tais como o progresso do jogo ou altas pontuações. No entanto, há um pequeno número de jogos que não economizam memória, tais como Electroplankton. As cartas do jogo são 35,0 mm × 33,0 mm × 3,8 mm (cerca de metade a amplitude e profundidade como cartuchos de Game Boy Advance) e pesam cerca de 3,5 gramas (1/8 oz.).
Baseado em um IGN blog, o desenvolvedor MechAssault: Phantom War, maior (como o 128 MiB) cartões têm uma taxa de transferência de dados 25% mais lento do que o menor mais comum (tais como 64 MiB) cartões, no entanto, a taxa de base específica foi não mencionado.

## Comparação
|                      | Nintendo DSi XL                                                            | Nintendo DSi                                                                                 | Nintendo DS Lite                                                           | Nintendo DS                                                                 |
| -------------------- | -------------------------------------------------------------------------- | -------------------------------------------------------------------------------------------- | -------------------------------------------------------------------------- | --------------------------------------------------------------------------- |
| Modelo               | Nintendo DSi XL                                                            | An opened clamshell dual-screen handheld device. A camera is embedded in the internal hinge. | Nintendo DS Lite                                                           | An original Nintendo DS                                                     |
| Em Produção          | Current                                                                    | Current                                                                                      | Current                                                                    | Desconhecido                                                                |
| Preço                | ¥18,900 US$169.99 €169.99 R$ 549,00                                        | ¥16,800 US$129.99 €149.99 R$ 499,00                                                          | ¥15,000 US$149.99 €149.99 R$ 399,50                                        | ¥15,000 US$149.99 €149.99                                                   |
| Peso                 | 314 g (11,1 oz)                                                            | 214 g (7,55 oz)                                                                              | 218 g (7,69 oz)                                                            | 275 g (9,70 oz)                                                             |
| Dimensão             | 161 mm (6,34 in) largura 91,4 mm (3,60 in) fundo 21,2 mm (0,835 in) altura | 137 mm (5,39 in) largura 74,9 mm (2,95 in) fundo 18,9 mm (0,744 in) altura                   | 133 mm (5,24 in) largura 73,9 mm (2,91 in) fundo 21,5 mm (0,846 in) altura | 148,7 mm (5,85 in) largura 84,7 mm (3,33 in) fundo 28,9 mm (1,14 in) altura |
| Tela                 | 4.2 em (107 mm)                                                            | 3.25 em (83 mm)                                                                              | 3.12 em (79 mm)                                                            | 3.0 em (76 mm)                                                              |
| Tela                 | 256 × 192 px (duas telas)                                                  |                                                                                              |                                                                            |                                                                             |
| Tela                 | 18-níveis de cor 24-níveis de cor                                          | 18-níveis de cor 24-níveis de cor                                                            | 18-níveis de cor                                                           | 18-níveis de cor                                                            |
| Tela                 | 5 níveis de brilho                                                         | 5 níveis de brilho                                                                           | 4 níveis de brilho                                                         | Backlight On/Off alternância                                                |
| Retrocompatibilidade | Current                                                                    | Current                                                                                      | Game Boy Advance                                                           | Game Boy Advance                                                            |